# Chi-Huey Wong
Chi-Huey Wong, né le 3 août 1948 est un biochimiste taiwano-américain. Il est actuellement professeur titulaire de la chaire de la famille Scripps à l'Institut de recherche Scripps en Californie, au département de chimie. Il est membre de l'Académie nationale des sciences des États-Unis, remporte le prix Wolf de chimie et le prix RSC Robert Robinson. Il a publié plus de 700 articles et détient plus de 100 brevets.

## Éducation
Wong obtient son BS et MS en sciences biochimiques de l'Université nationale de Taïwan à Taipei, suivi d'un doctorat en chimie en 1982 au Massachusetts Institute of Technology sous la direction de George Whitesides pour étudier l'utilisation d'enzymes comme catalyseurs en synthèse organique.

## Recherche et carrière
Wong poursuit son travail de recherche postdoctoral avec George Whitesides à l'Université Harvard de 1982 à 1983, puis commence sa carrière indépendante à l'Université A&M du Texas au département de chimie. Au cours de sa période à l'Université A&M du Texas, il devient professeur adjoint, professeur agrégé et professeur de chimie.
Wong est nommé titulaire de la chaire "Ernest W. Hahn" et professeur de chimie à l'Institut de recherche Scripps et, alors qu'il est membre du corps professoral de Scripps, il est également chef du programme de recherche Frontier sur la glycotechnologie à Riken au Japon et directeur du Centre de recherche en génomique de l'Academia sinica et est ensuite nommé par le président de la République de Taiwan, président de l'Academia Sinica. Maintenant, il travaille au Scripps Research Institute en tant que professeur titulaire de la chaire de chimie de la famille Scripps.
Wong est surtout connu pour ses contributions originales à la glycoscience, en particulier son développement de méthodes chimio-enzymatiques pour la synthèse pratique d'oligosaccharides et de glycoprotéines et la méthode de synthèse hiérarchique et programmable en un seul pot pour la préparation rapide d'un grand nombre d'oligosaccharides. Les méthodes de synthèse originales développées par Wong ainsi que ses travaux sur le développement de puces à glycanes pour l'analyse à haut débit de l'interaction protéine-glucide et la conception de sondes de glycosylation permettent non seulement l'étude fondamentale de la glycosylation en biologie mais aussi le développement clinique de médicaments à base de glucides, notamment les vaccins et les anticorps homogènes pour le traitement des cancers et des maladies infectieuses.
Wong est élu membre de l'Academia sinica en 1994, de l'Académie américaine des arts et des sciences en 1996, de l'Académie nationale des sciences en 2002, de la The World Academy of Sciences en 2007, de la United States National Academy of Inventors en 2014, et est également membre associé de l'Organisation européenne de biologie moléculaire en 2010.